# Luke Schenn
Luke Schenn, född 2 november 1989 i Saskatoon, Saskatchewan, är en kanadensisk professionell ishockeyback som spelar för Nashville Predators i NHL.
Han har tidigare spelat för Toronto Maple Leafs, Philadelphia Flyers, Los Angeles Kings, Arizona Coyotes, Anaheim Ducks, Vancouver Canucks och Tampa Bay Lightning i NHL; San Diego Gulls, Utica Comets och Syracuse Crunch i AHL samt Kelowna Rockets i WHL.
Efter en lyckad juniorkarriär i Kelowna Rockets i WHL blev Luke Schenn draftad som 5:e spelare totalt i NHL Entry Draft 2008 av Toronto Maple Leafs, med vilka han senare skulle belönas med ett treårskontrakt.
Han skrev som free agent på ett ettårskontrakt värt 800 000 dollar med Anaheim Ducks den 2 juli 2018.
Den 17 januari 2019 tradades han tillsammans med ett draftval i sjunde rundan 2020 till Vancouver Canucks i utbyte mot Michael Del Zotto.
Schenn vann Stanley Cup med Tampa Bay Lightning för säsongerna 2019–2020 och 2020–2021.

## Statistik
| 2003–2004  | Saskatoon Contacts  | SMAAAHL    | 3   | 0  | 0   | 0   | 0   | —  | — | — | — | —  |
| 2004–2005  | Saskatoon Contacts  | SMAAAHL    | 41  | 5  | 22  | 27  | 69  | 11 | 2 | 5 | 7 | 8  |
| 2005–2006  | Kelowna Rockets     | WHL        | 60  | 3  | 8   | 11  | 86  | 12 | 0 | 0 | 0 | 14 |
| 2006–2007  | Kelowna Rockets     | WHL        | 72  | 2  | 27  | 29  | 139 | —  | — | — | — | —  |
| 2007–2008  | Kelowna Rockets     | WHL        | 57  | 7  | 21  | 28  | 100 | 7  | 2 | 2 | 4 | 6  |
| 2008–2009  | Toronto Maple Leafs | NHL        | 70  | 2  | 12  | 14  | 71  | —  | — | — | — | —  |
| 2009–2010  | Toronto Maple Leafs | NHL        | 79  | 5  | 12  | 17  | 50  | —  | — | — | — | —  |
| 2010–2011  | Toronto Maple Leafs | NHL        | 82  | 5  | 17  | 22  | 34  | —  | — | — | — | —  |
| 2011–2012  | Toronto Maple Leafs | NHL        | 79  | 2  | 20  | 22  | 62  | —  | — | — | — | —  |
| 2012–2013  | Philadelphia Flyers | NHL        | 47  | 3  | 8   | 11  | 34  | —  | — | — | — | —  |
| 2013–2014  | Philadelphia Flyers | NHL        | 79  | 4  | 8   | 12  | 58  | 7  | 1 | 0 | 1 | 0  |
| 2014–2015  | Philadelphia Flyers | NHL        | 58  | 3  | 11  | 14  | 18  | —  | — | — | — | —  |
| 2015–2016  | Philadelphia Flyers | NHL        | 29  | 2  | 3   | 5   | 30  | —  | — | — | — | —  |
|            | Los Angeles Kings   | NHL        | 43  | 2  | 9   | 11  | 52  | 5  | 1 | 1 | 2 | 6  |
| 2016–2017  | Arizona Coyotes     | NHL        | 78  | 1  | 7   | 8   | 85  | —  | — | — | — | —  |
| 2017–2018  | Arizona Coyotes     | NHL        | 64  | 1  | 6   | 7   | 35  | —  | — | — | — | —  |
| 2018–2019  | Anaheim Ducks       | NHL        | 8   | 0  | 0   | 0   | 7   | —  | — | — | — | —  |
|            | San Diego Gulls     | AHL        | 22  | 2  | 8   | 10  | 9   | —  | — | — | — | —  |
|            | Vancouver Canucks   | NHL        | 18  | 0  | 2   | 2   | 9   | —  | — | — | — | —  |
|            | Utica Comets        | AHL        | 7   | 1  | 4   | 5   | 4   | —  | — | — | — | —  |
| 2019–2020  | Tampa Bay Lightning | NHL        | 25  | 1  | 2   | 3   | 23  | 11 | 0 | 2 | 2 | 7  |
|            | Syracuse Crunch     | AHL        | 6   | 0  | 6   | 6   | 2   | —  | — | — | — | —  |
| 2020–2021  | Tampa Bay Lightning | NHL        | 38  | 2  | 2   | 4   | 51  | 8  | 1 | 0 | 1 | 9  |
| 2021–2022  | Vancouver Canucks   | NHL        | 66  | 5  | 12  | 17  | 61  | —  | — | — | — | —  |
| 2022–2023  | Vancouver Canucks   | NHL        | 55  | 3  | 18  | 21  | 71  | —  | — | — | — | —  |
|            | Toronto Maple Leafs | NHL        | 15  | 1  | 0   | 1   | 13  | 11 | 0 | 1 | 1 | 11 |
| NHL totalt | NHL totalt          | NHL totalt | 933 | 42 | 149 | 191 | 764 | 42 | 3 | 4 | 7 | 33 |
| AHL totalt | AHL totalt          | AHL totalt | 35  | 3  | 18  | 21  | 15  | —  | — | — | — | —  |
| WHL totalt | WHL totalt          | WHL totalt | 189 | 12 | 56  | 68  | 325 | 19 | 2 | 2 | 4 | 20 |

### Internationellt
| Källa: Uppdaterad: 2023-08-06 | Källa: Uppdaterad: 2023-08-06 | Källa: Uppdaterad: 2023-08-06 |         | Utv = Utvisningsminuter | Utv = Utvisningsminuter | Utv = Utvisningsminuter | Utv = Utvisningsminuter | Utv = Utvisningsminuter |
| År                            | Lag                           | Mästerskap                    | Matcher | Mål                     | Assists                 | Poäng                   | Utv                     |                         |
| ----------------------------- | ----------------------------- | ----------------------------- | ------- | ----------------------- | ----------------------- | ----------------------- | ----------------------- | ----------------------- |
| 2006                          | Kanada                        | Ivan Hlinka                   | 4       | 0                       | 0                       | 0                       | 10                      |                         |
| 2007                          | Kanada                        | U18-VM                        | 6       | 3                       | 0                       | 3                       | 4                       |                         |
| 2008                          | Kanada                        | JVM                           | 5       | 0                       | 0                       | 0                       | 4                       |                         |
| 2009                          | Kanada                        | VM                            | 9       | 0                       | 1                       | 1                       | 0                       |                         |
| 2011                          | Kanada                        | VM                            | 7       | 0                       | 1                       | 1                       | 0                       |                         |
| 2012                          | Kanada                        | VM                            | 8       | 0                       | 1                       | 1                       | 25                      |                         |
| 2013                          | Kanada                        | VM                            | 7       | 1                       | 1                       | 2                       | 27                      |                         |
| Junior totalt                 | Junior totalt                 | Junior totalt                 | 28      | 4                       | 0                       | 4                       | 48                      |                         |
| Senior totalt                 | Senior totalt                 | Senior totalt                 | 31      | 1                       | 4                       | 5                       | 52                      |                         |